# Constança Manuel
Constança Manuel (v 1320 - Santarém, Portugal 1345), infanta de Castella i reina consort de Castella i Lleó (1325-1327).

## Orígens familiars
Filla de Joan Manuel de Castella i Constança d'Aragó. Era besneta de Ferran III de Castella per línia paterna i neta de Jaume II d'Aragó per línia materna.

## Núpcies i descendents
El 1325, a l'edat de cinc anys, es casà a la catedral de Valladolid amb el seu cosí Alfons XI de Castella. Aquest matrimoni fou declarat nul el 1327 pel gran grau de consanguinitat entre ambdós esposos i no tingué descendència.
En segones núpcies, el 1339 es casà a Lisboa amb l'infant Pere de Portugal, futur rei de Portugal. D'aquesta unió en nasqueren:
- l'infant Lluís de Portugal (1340)
- la infanta Maria de Portugal (1343-1367), casada amb el príncep Ferran d'Aragó, fill d'Alfons el Benigne
- l'infant Ferran I de Portugal (1345-1383), rei de Portugal

No arribà a ser reina consort de Portugal, ja que morí de part el 1349 a Santarem, on fou enterrada.